# Konstanty Ostrogski
Konstanty Iwanowicz Ostrogski (in lituano Konstantinas Ostrogiškis; in ucraino Костянтин Іванович Острозький?; in bielorusso Канстантын Іванавіч Астроскі?; Ostróg, 1460 – Turów, 10 agosto 1530) è stato un nobile e militare polacco.
Esponente di una famiglia della nobiltà rutena fedele alla corona polacca, fu Grande atamano di Lituania dal 1497 sino alla morte.

## Biografia
Ostrogski iniziò la sua carriera militare sotto il re Giovanni I Alberto di Polonia. Prese parte alle vittoriose campagne contro i Tatari di Crimea e il Granducato di Mosca. Per la sua vittoria nei pressi di Očakiv contro le forze di Mehmed I Giray fu insignito del titolo di Grande atamano di Lituania. Fu la prima persona a ricevere questo titolo. Tuttavia, durante una guerra con la Moscovia fu sconfitto nella battaglia della Vedroša e tenuto prigioniero per tre anni. Nel 1503 riuscì a fuggire e a raggiungere il re Sigismondo I il Vecchio, che gli permise di riprendere il suo incarico di atamano. Come uno dei principali leader militari (insieme ai generali polacchi Mikołaj Firlej e Mikołaj Kamieniecki) dell'alleanza continuò a fare la guerra contro il Granducato di Mosca e nel 1512 ottenne una grande vittoria contro i tatari nella battaglia di Wisniowiec.
Nel 1514 iniziò un'altra guerra con il Granducato di Mosca e Ostrogski divenne il comandante in capo di tutte le forze polacche e lituane (fino a 35.000 soldati). Tra i suoi subordinati vi erano Jerzy Radziwiłł, Janusz Świerczowski, Witold Sampoliński e il futuro etmano della Corona Jan Tarnowski. L'8 settembre 1514 ottenne una significativa vittoria nella battaglia di Orša, sconfiggendo l'esercito di Basilio III di Russia. Tuttavia, nel 1517 il suo tentativo di assediare la fortezza russa di Opočka si tramutò in una grave sconfitta che distrusse ogni speranza di riconquistare Smolensk.
Morì nel 1530 come rispettato comandante militare. Nonostante la sua costante lealtà alla Polonia cattolica e una vecchia faida con la Moscovia ortodossa, lo stesso Ostrogski rimase un devoto ortodosso nelle tradizioni della sua famiglia. Ha dato generosamente per la costruzione di chiese ortodosse orientali e ha patrocinato la creazione di molte scuole affiliate alla chiesa per i bambini ortodossi. Come uno dei più ricchi nobili ortodossi fu sepolto nel Monastero delle Grotte di Kiev.

## Famiglia
Ostrogski ebbe due mogli: Tatiana Koretska e Aleksandra Słucka. Dal primo matrimonio nacque Illia Ostrogski mentre dal secondo Konstanty Wasyl Ostrogski.

## Omaggi
La cittadina di Starokostjantyniv è intitolata alla memoria di Ostrogski. Numerose vie e piazze in Ucraina a sono state a lui dedicate, così come la 30ª Brigata meccanizzata "Principe Konstanty Ostrogski" dell'esercito ucraino e la Brigata lituano-polacco-ucraina.